# Adri van Male
Adrianus "Adri" van Male (Terneuzen, 7 de outubro de 1910 - 11 de outubro de 1990) foi um futebolista neerlandês.

## Carreira
Adri van Male fez parte do elenco da Seleção Neerlandesa de Futebol que disputou a Copa do Mundo de 1934, e de 1938.